# Ricky Nelson
Eric Hilliard Nelson, ismertebb nevén Ricky Nelson vagy Rick Nelson (Teaneck, New Jersey, 1940. május 8. – 1985. december 31.), amerikai énekes, az egyik legsikeresebb rock and roll előadó.

## Zenei pályafutása
Ricky Nelson egy rockabilly stílusú  előadó, talán az  első  amerikai „tinisztár”, tinédzser korú bálvány volt. Ozzie Nelson nagyzenekari vezető fiaként született New Jersey-ben. Gyermekként szülei rádióműsorában szerepelt, majd 1957-ben indult pályafutása a rock 'n roll színterén. 1957 és 1962 között 30 szerzeménye került fel a Top40 listákra. Abban az időben hasonló teljesítményre csak a "Király", Elvis Presley volt képes. Az 1959-es Rio Bravo című westernfilmben szerepel John Wayne és Dean Martin társaságában. Neve a rockelőadók között 1961-től hivatalosan Rick Nelson. Ricky Nelson példaképei közé tartozott Carl Perkins, akinek dalai nagyban hatottak rá, valamint a már említett Elvis Presley, akit népszerűségben és eladhatóságban igencsak megközelített a jó megjelenésű, tehetséges énekes.
Első kislemezére Fats Domino I'm Walking című dala került. Többször is csúcsközelbe került az 1957-es évben a toplistákon (Be-bop Baby, Stood Up, Teenager's Romance), 1958-ban pedig Poor Little Fool c. dal az élre került, s egyik albumával listavezető is lett.
Bár a további élvonalbeli számok még jó ideig várattak magukra, Ricky a csúcson maradt. Azután a szintúgy legendás szerző-előadó Gene Pitney Hello, Mary Lou c. számának előadásával ismét listavezető lett. Ricky előadásbeli sikere túltett Pitney sikerén is, méltán volt ezen időszak legsikeresebb rock and roll dala. Majd 1961-ben a Travelin' Man ismét az élre repíti Ricky Nelsont, s a Decca lemezcég 1963-ban húsz évre szóló szerződést írt alá az énekessel. Jó külsejének és tehetségének köszönhetően a már említett 1959-es Rio Bravo után 1965-ben a "Love and Kisses" c. filmben kapott szerepet, s a televízió is rendszeresen foglalkoztatta.

## Halála
1985. december 31-én, az évbúcsúztató bulira készülő énekest és társaságát szállító repülőgépen tűz keletkezett és a DC–3 tipusú gép kényszerleszállást hajtott végre. Csak a pilóták élték túl a katasztrófát, Ricky, és zenekarának tagjai életüket vesztették.

## Emlékezete
Két évvel halála után megkapta csillagát a hollywoodi sztárok sétányán, mint a rock and roll és a rockabilly halhatatlanja. Ugyancsak 1987-ben beiktatták a Rock and Roll Hall of Fame tagjai közé.
2005 decemberében az EMI lemezzel emlékezett meg Nelson halálának huszadik évfordulójáról.

## Diszkográfia
Albumok
- 1957 Ricky – Imperial 9048 – US # 1
- 1958 Ricky Nelson – Imperial 9050 – US # 7
- 1959 Ricky Sings Again – Imperial 9061 – US # 14
- 1959 Songs by Ricky – Imperial 9082 – US # 22
- 1960 More Songs by Ricky – Imperial 9122 – US # 18
- 1961 Rick Is 21 – Imperial 9152 – US # 8
- 1961 Album 7 – Imperial 9167 – US # 27
- 1962 Best Sellers – Imperial 9218
- 1962 It's Up To You – Imperial 9223
- 1962 Long Vacation – Imperial 9244
- 1963 For Your Sweet Love – Decca 74419 – US # 20
- 1964 Sings For You – Decca 74479 – US # 14
- 1964 The Very Thought Of You – Decca 74559
- 1965 Love And Kisses – Decca 74678
- 1966 Bright Lights And Country Music – Decca 74779
- 1966 Country Fever – Decca 74827
- 1966 On The Flip Side – Decca 74836
- 1970 In Concert – Decca 75162 – US # 54
- 1971 Rudy The Fifth – Decca 75297
- 1972 Garden Party – Decca 75391 – US # 32

Kislemezek
1957
- Teenager's Romance (1957. április) – A-Side Verve 10047 – US # 8
- I'm Walkin (1957. április) – B-Side Verve 10047 – US # 17
- You're My One And Only Love (1957. augusztus) – Verve 10070 – US # 16
- Be-Bop Baby (1957. augusztus) – A-Side Imperial 5463 – US # 5
- Have I Told You Lately That I Love You (1957. augusztus) – B-Side Imperial 5463 – US # 29
- Stood Up (1957. november) – A-Side Imperial 5483 – US # 5
- Waitin' In School (1957. november) – B-Side Imperial 5483 – US # 18

1958
- Believe What You Say (1958. március 10.) – A-Side Imperial 5503 – US # 5
- My Bucket's Got A Hole In It (1958. március 10.) – B-Side Imperial 5503 – US # 18
- Poor Little Fool (1958. június 23.) – A-Side Imperial 5528 – US Platz 1, UK # 4
- Lonesome Town (1958. szeptember 29.) – A-Side Imperial 5545 – US # 7
- I Got A Feeling (1958. szeptember 29.) – B-Side Imperial 5545 – US # 10

1959
- My Rifle, My Pony and Me (1959) Duett Dean Martinnal a "Rio Bravo" című filmből
- Cindy, Cindy (1959) Duett Dean Martinnal a "Rio Bravo" című filmből
- Never Be Anyone Else But You (1959. február 9.) – A-Side Imperial 5565 – US # 6, UK # 3
- It's Late (1959. február 9.) – B-Side Imperial 5565 – US # 9
- Just A Little Too Much (1959. június 22.) – A-Side Imperial 5595 – US # 9
- Sweeter Than You (1959. június 22.) – B-Side Imperial 5595 – US # 9, UK # 9
- I Wanna Be Loved (1959. november 9.) – A Side Imperial 5614 – US # 20
- Mighty Good (1959. november 9.) – B-Side Imperial 5614 – US # 38

1960
- Young Emotions (1960. április 11.) – Imperial 5663 – US # 12
- I'm Not Afraid (1960. augusztus 15.) – A-Side Imperial 5685 – US # 27
- Yes Sir, That's My Baby (1960. augusztus 15.) – B-Side Imperial 5685 – US # 34
- You Are The Only One (1960. november) – Imperial 5707 – US # 25

1961
- Travelin' Man (1961. április 10.) – A-Side Imperial 5741 – US # 1, UK # 3, D # 29
- Hello Mary Lou (1961. április 10.) – B-Side Imperial 5741 – US #9, D # 2
- A Wonder Like You (1961. szeptember) – A-Side Imperial 5770 – US # 11
- Everlovin' (1961. szeptember) – B-Side Imperial 5770 – US # 16, UK # 20

1962
- Young World (1962. február 24.) – Imperial 5805 – US # 5
- Teenage Idol (1962. július) – Imperial 5864 – US # 5
- It's Up To You (1962. november) – Imperial 5901 – US # 6

1963
- Fools Rush In (1963. szeptember 9.) – Decca 31533 – US # 12
- For You (1963. december 30.) – Decca 31574 – US # 6

1964
- The Very Thought Of You (1964. április 20.) – Decca 31612 – US # 26

1969
- She Belongs To Me (1969. szeptember) – Decca 32550 – US # 33

1972
- Garden Party (1972. július) – Decca 32980 – US # 6

## Külső hivatkozások
- Hivatalos oldal
- Ricky Nelson a PORT.hu-n (magyarul)
- Ricky Nelson az Internetes Szinkronadatbázisban (magyarul)
- Ricky Nelson az Internet Movie Database-ben (angolul)
- Ricky Nelson a Rotten Tomatoeson (angolul)